# 베니 케이시
버니 케이시(Bernie Casey, 1939년 6월 8일 ~ 2017년 9월 19일)는 미국의 육상 선수, 배우이다.

## 영화
- 베가스 뱀파이어스 (2003년)
- 짐 브라운 (2002년) - 본인 역
- 톰캣 (2001년)
- 매드니스 (1995년) - 로빈슨 역
- 초보 형사 JJ (1994년)
- 기숙사 대소동 4 (1994년)
- 황혼의 로맨스 (1993년)
- 스트리트 나이트 (1993년)
- 기숙사 대소동 3 (1992년)
- 황금 사슬 (1991년)
- 48시간 2 (1990년)
- 엑설런트 어드벤쳐 (1989년)
- 아임 고너 깃 유 서카 (1988년)
- 암살의 유혹 (1988년)
- 총의 분노 (1987년)
- 처단자 (1987년)
- 스파이 대소동 (1985년) - 럼버스 역
- 기숙사 대소동 (1984년)
- 007 네버 세이 네버 어게인 (1983년) - 펠릭스 레이터 역
- 샤키 머신 (1981년)
- 화성 연대기 (1980년)
- 뿌리 - 그 다음 세대 (1979년)
- 지구에 떨어진 사나이 (1976년)
- 모리 (1973년)
- 클레오파트라 존스 (1973년) - 리우벤 역
- 가고일스 (1972년)
- 바바라 허시의 공황 시대 (1972년)
- 뜨거운 우정 (1971년)
- 황야의 7인 2 (1969년)